# Небесный усач
Уса́ч небе́сный, или роза́лия изумру́дная (лат. Rosalia coelestis) — вид жуков подсемейства настоящих усачей (Cerambycinae) семейства усачей (Cerambycidae).

## Описание
Жук длиной от 15 до 35 мм. Характеризуется наличием голубого или бирюзового волосяного покрова, волосяных чёрных щёток на внутренней стороне усиков, чёрных поперечных перевязей на надкрыльях. Яйцо длиной 2,8—3,1 мм и в поперечнике 0,7—1 мм. Личинка длиной от 30 до 35 мм, шириной головы 3—3,5 мм; характеризуется наличием поперечной рыжевато-жёлтой полосы и густого волосяного покрова на переднеспинке, сетчатой морщинистости на двигательных мозолях. Куколка длиной 20—28 мм, ширина брюшка 6—7 мм.

## Распространение
Распространён в Уссурийско-Приморском регионе от Партизанска до Хасана, а также в Шкотовском, Тернейском районах и в окрестностях сел: Каймановка, Каменушка, Николо-Львовское Усурийского городского округа. За территорией России распространён в северо-восточной части Китая и в Северной Корее..

## Развитие
Личинки живут в древесине, прокладывая продольные ходы, забивая их плотно мелкой буровой мукой. Ширина хода, прокладываемого личинкой, 6—9 мм. После третьей зимовки личинка последнего возраста делает колыбельку продольно стволу на глубине 5 см. Окукливание личинок в июне. Массовый выход жуков из древесины в первой половине или середине июля. Наиболее активны в ясную теплую погоду с 12 до 16 часов. Продолжительность жизни жуков в среднем 2 недели. После выхода из древесины жуки сразу приступают к размножению, откладывая яйца поодиночке или группами по 2—5 штук одно возле другого. Развитие чаще связано со стволами сравнительно больших диаметров на высоте 0,5—10 м. Одни и те же деревья часто заселяются 2—3 года подряд.

## Экология
Населяет широколиственные и хвойно-широколиственные леса. Экологически связан с усохшими древостоями клёна, преимущественно Acer tegmentosum.

## Угроза существованию вида

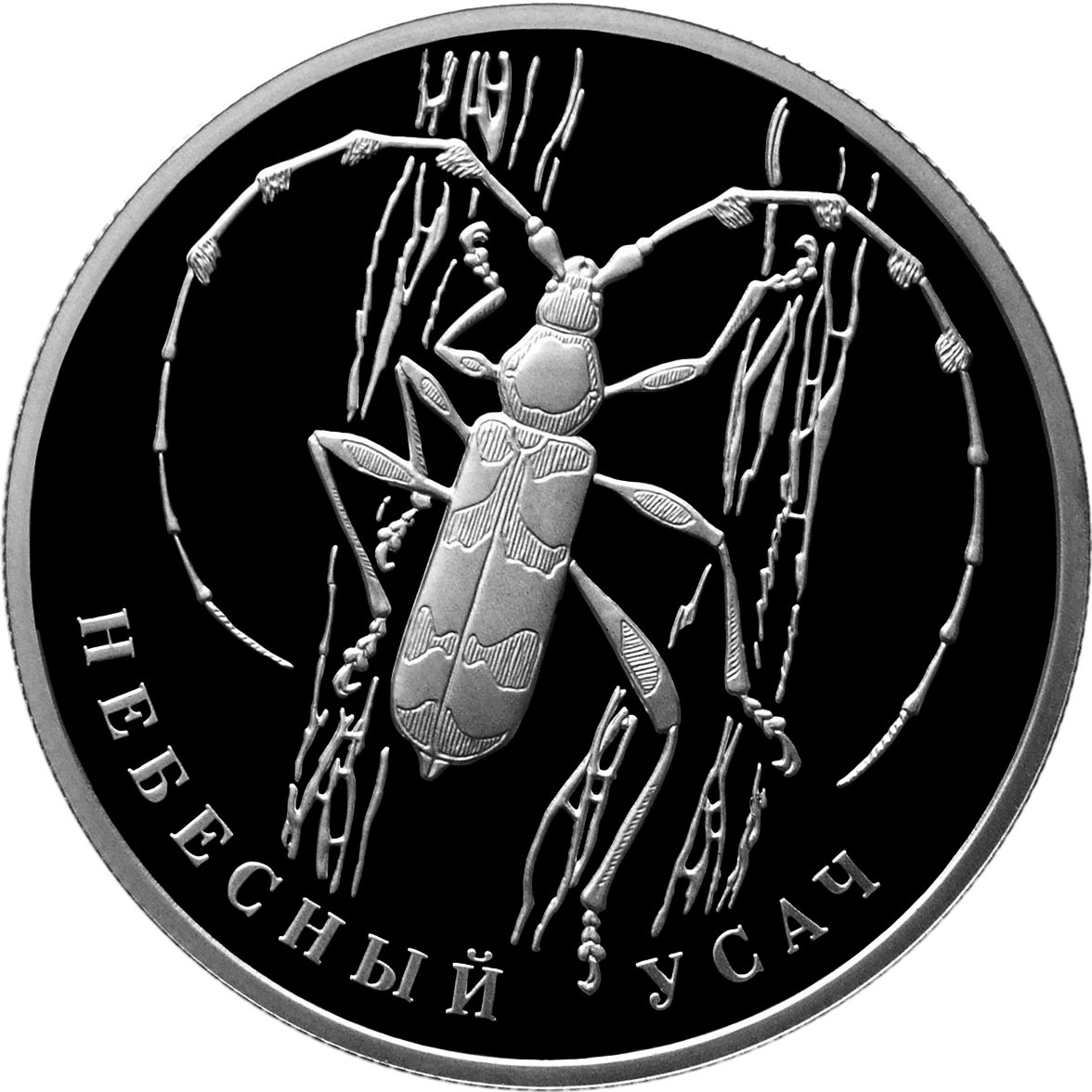
Небесный усач. Монета Банка России — Серия: «Красная книга», серебро, 2 рубля, 2012 год

В Уссурийском заповеднике отмечен единичными экземплярами в 1980—1985, 1991—1993 и 1996—1997 гг. на древостоях клёна зеленокорого и ложнозибольдова. Наблюдается тенденция к снижению общей численности вида, связанная с вырубкой лесов и резкого уменьшения количества крупных деревьев основного кормового растения — зеленокорого клёна.